# 巴特施米德贝格
巴特施米德贝格（德語：Bad Schmiedeberg，發音：[baːt ˈʃmiːdəˌbɛʁk] ⓘ）是德国萨克森-安哈尔特州维滕贝格县的城市，面积160.02平方千米，2023年12月31日人口为8,053人。